# Gråhuvad rostand
Gråhuvad rostand (Tadorna cana) är en afrikansk fågelart som tillhör familjen änder.

## Utseende och läte

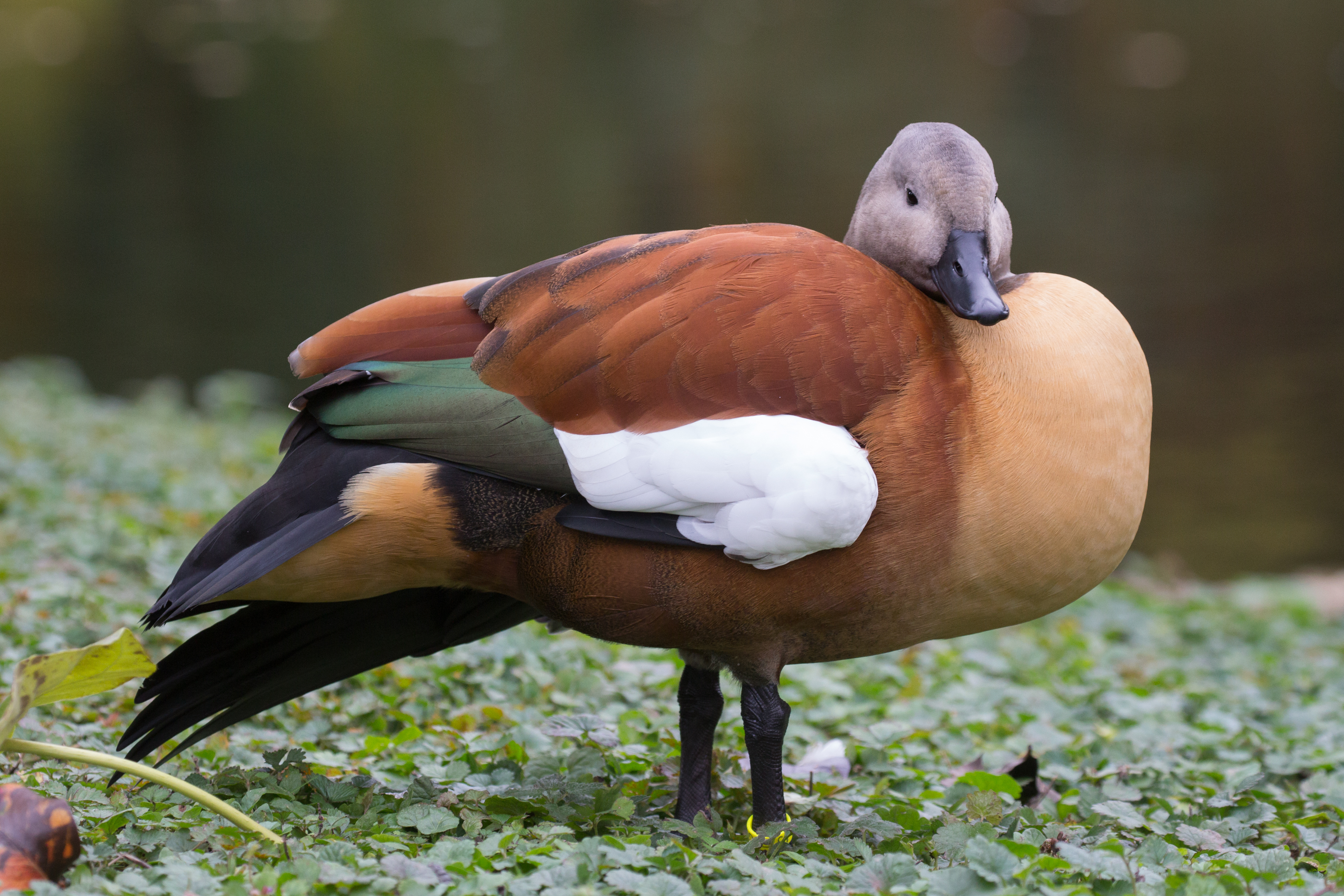
Hane

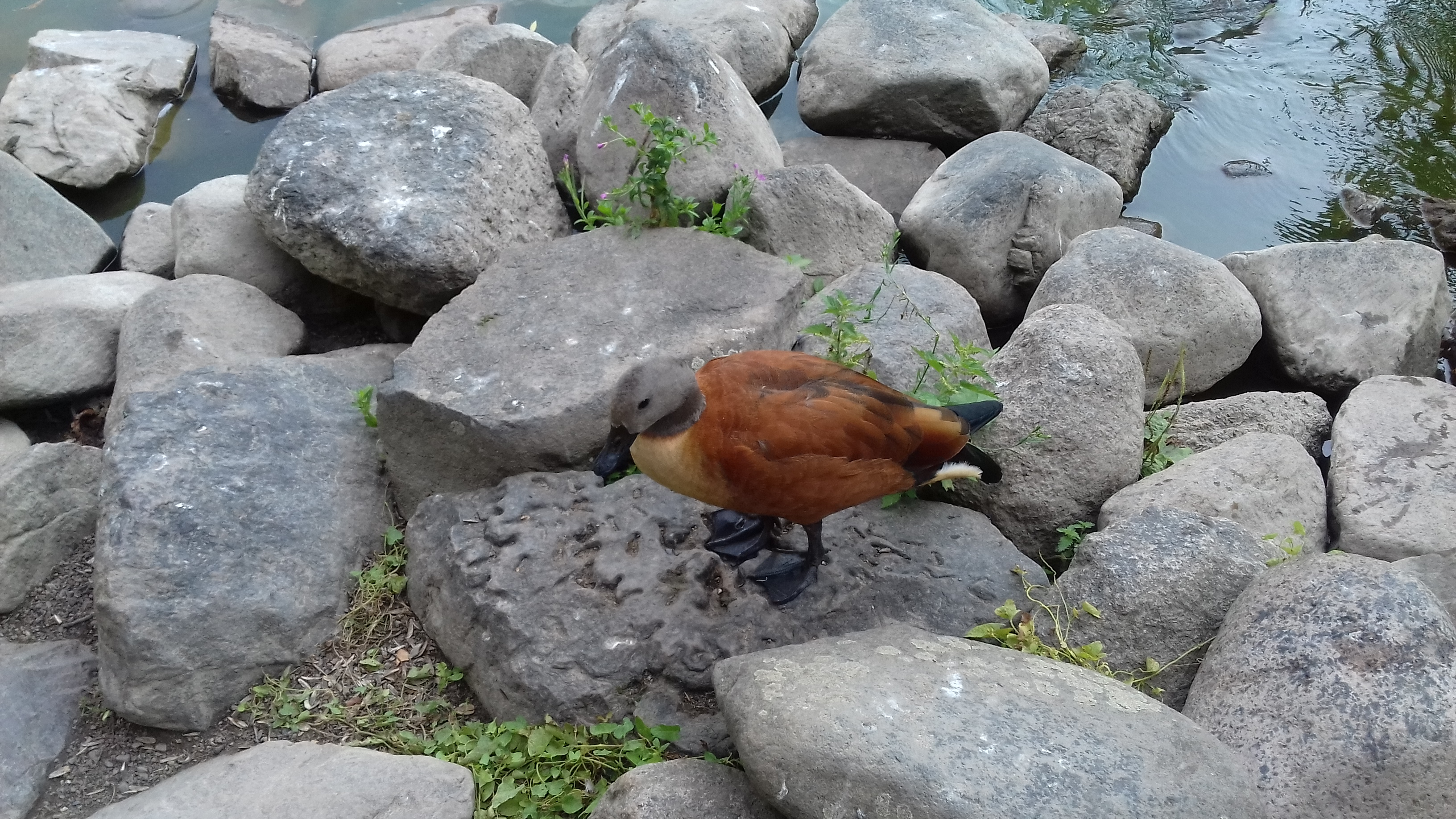
Hane i fångenskap

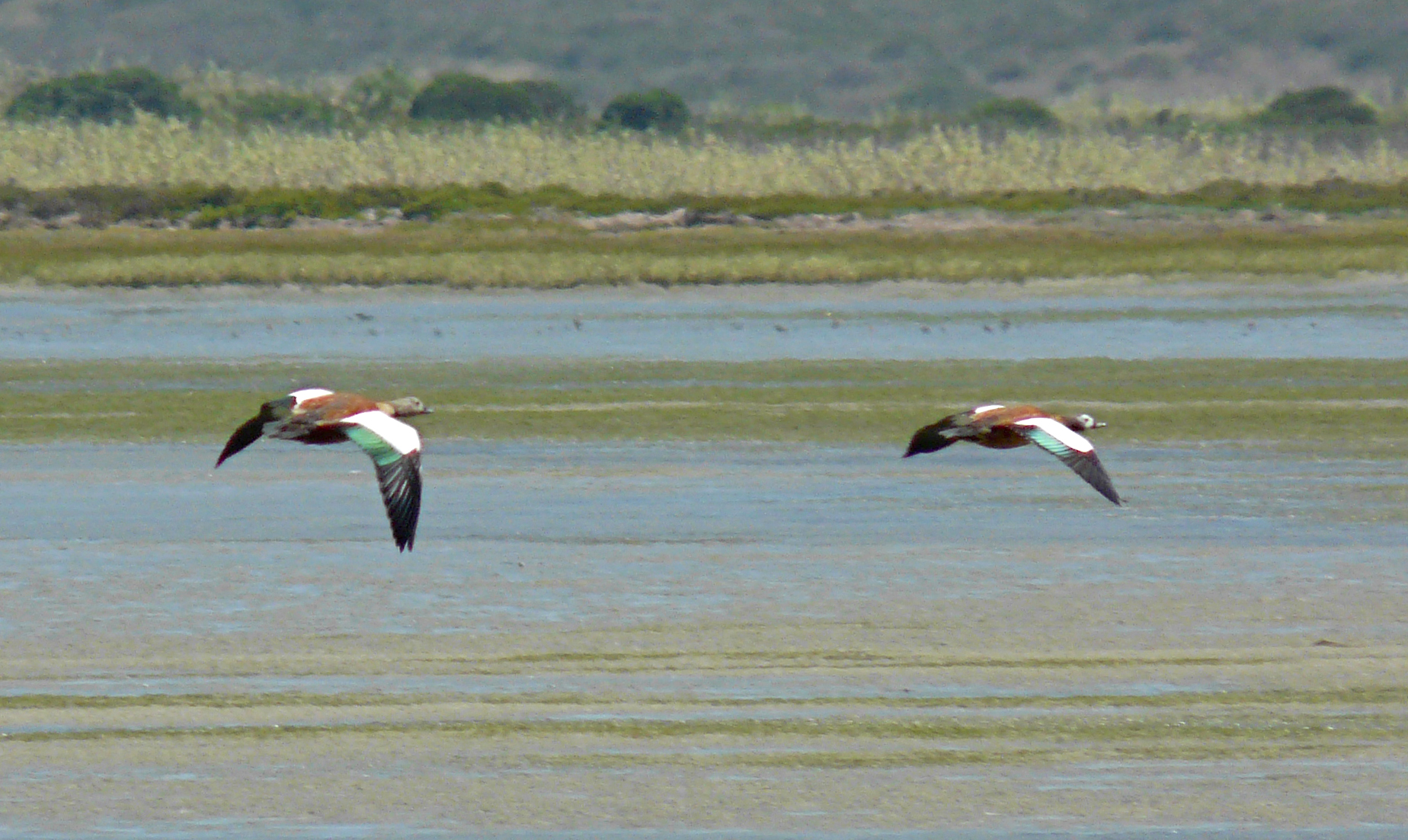
Flygande i Sydafrika.

Den adulta gråhuvade rostandenmäter ungefär 64 centimeter, har rödbrun kropp och dess vingar är distinkt färgade i svart, vitt och grönt. Hanen har grått huvud medan honorna har vitt ansikte, svart hjässa, nacke och halssidor. Bland lätena hörs olika sorters väsningar och trumpetanden.

## Utbredning och systematik
Arten häckar i södra Afrika, främst i Namibia och Sydafrika. Under södra halvklotets vinterhalvår flyttar många nordost från sina häckningsplatser till områden där de ruggar. På dessa platser kan stora flockar samlas. Förrymda eller utplanterade fåglar har häckat tillfälligt i Sverige.

## Levnadssätt
Gråhuvad rostand påträffas häckningstid i grunda sötvattens- och brackvattenssjöar och floder. Utanför häckningstid bildar den flockar med flera hundra individer i djupa sötvattenssjöar, vattenreningsdammar eller grunda brackvattensvåtmarker. Den kan också ses längre från vatten i gräsmarker, på åkrar och i fynbos.

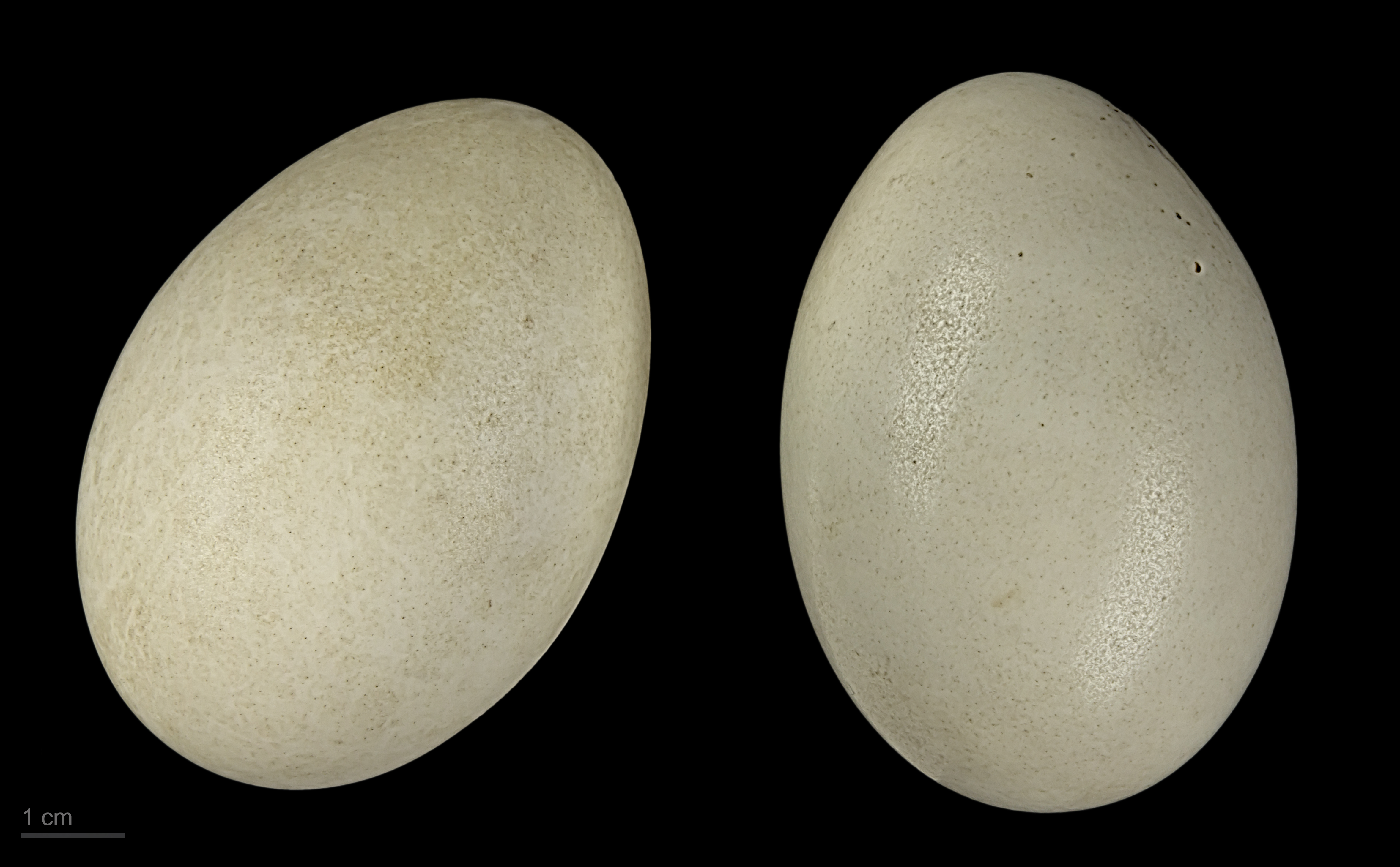
Gråhuvade rostandens ägg.

### Föda
Arten lever under häckningstiden enbart av vegetabilier, dels jordbruksprodukter som majs, säd, potatis, jordnötter, solrosfrön och ris, dels frön, löv och rötter från gräs, vass, säv samt  alger. Vintertid är den mer allätande och intar även kräftdjur, insektslarver och armfotingar. Den födosöker både på dagen och natten.

### Häckning
Gråhuvad rostand häckar i upp till sju meter djupa övergivna däggdjurhålor, speciellt av jordsvin men också sydafrikanskt piggsvin eller springhare, som honan väljer och som kan återanvändas i ett antal år. Där lägger hon vanligtvis åtta till tio vita eller gräddvita ägg som hon ruvar ensam i trettio dagar medan hanen vaktar.

## Status och hot
Arten har ett stort utbredningsområde, men tros minska i antal, dock inte tillräckligt kraftigt för att den ska betraktas som hotad. Internationella naturvårdsunionen IUCN listar arten som livskraftig (LC). Världspopulationen är relativt liten, uppskattad till 20 000 adulta individer.

Den är en av arterna som ingår i överenskommelsen Agreement on the Conservation of African-Eurasian Migratory Waterbirds (AEWA).

## Namn
Fågeln har även kallats kaprostand på svenska.